# فلهلم غريم
فلهلم غريم (بالألمانية: Wilhelm Grimm)‏ أخو جاكوب غريم ويعرفان تحت اسم الاخوان غريم يعتبر هو واخوه من أول من قام بجمع القصص الشعبية في ألمانية وأوروبا مثل بياض الثلج وسندرلا و ذات الرداء الأحمر والتي لا تزال إلى يومنا هذا تعرض وتقرأ بعدة لغات لاعتبارها من أشهر القصص في العالم

## روابط خارجية
- فلهلم غريم على موقع IMDb (الإنجليزية)
- فلهلم غريم على موقع ميتاكريتيك (الإنجليزية)
- فلهلم غريم على موقع الموسوعة البريطانية (الإنجليزية)
- فلهلم غريم على موقع روتن توميتوز (الإنجليزية)
- فلهلم غريم على موقع قاعدة بيانات الأفلام العربية
- فلهلم غريم على موقع ألو سيني (الفرنسية)
- فلهلم غريم على موقع ميوزك برينز (الإنجليزية)
- فلهلم غريم على موقع تيرنر كلاسيك موفيز (الإنجليزية)
- فلهلم غريم على موقع قاعدة بيانات برودواي على الإنترنت (الإنجليزية)
- فلهلم غريم على موقع قاعدة بيانات الأفلام السويدية (السويدية)